# Népkert (Miskolc)

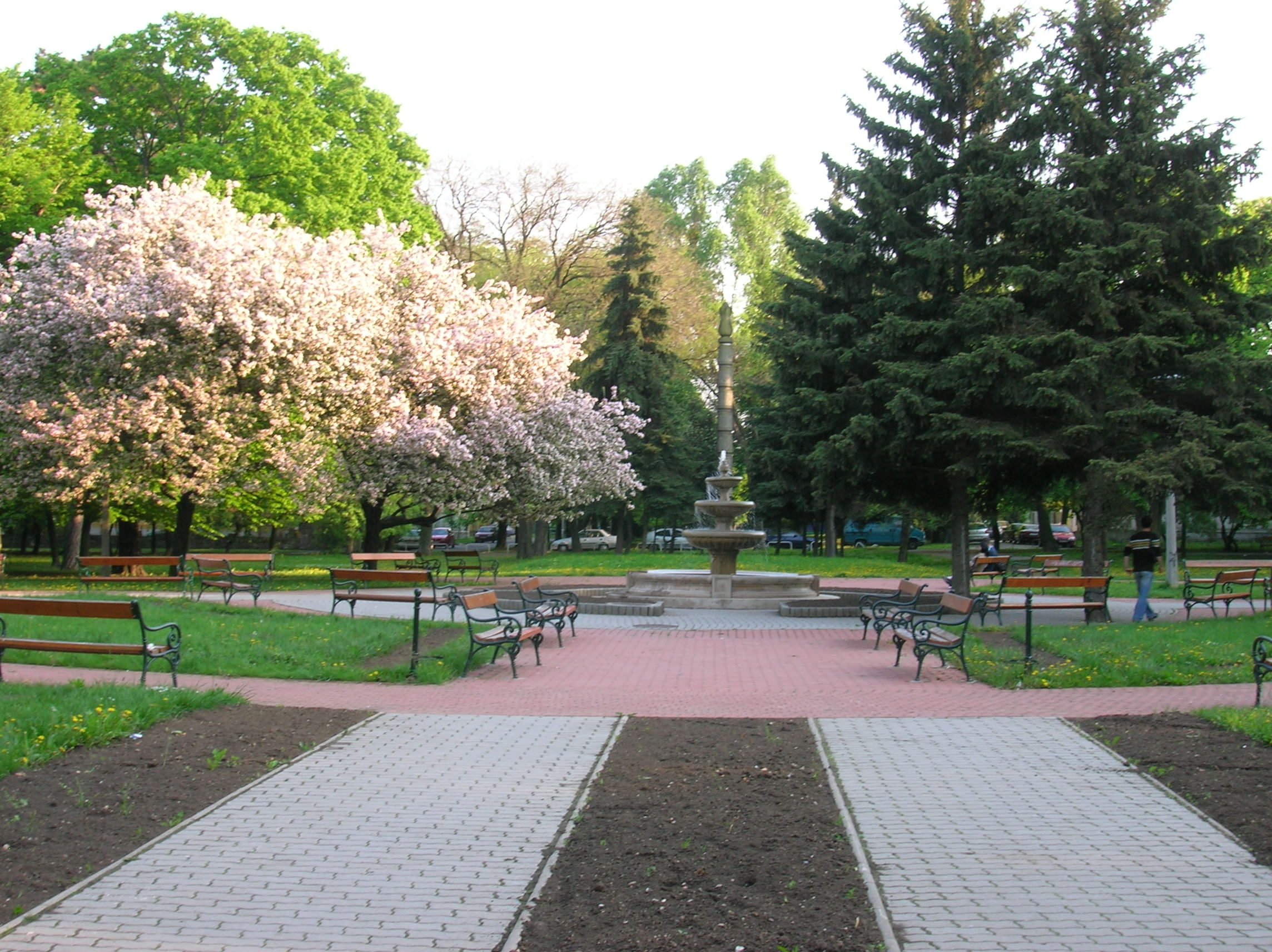
Népkerti tavasz

A Népkert Miskolc belvárosának legnagyobb parkja. 56 921 m²-es területével a város harmadik legnagyobb parkja (Tapolca–Hejőliget és a Csanyik után). Kelet–nyugati hossztengelyű négyzet alakú terület. A Népkertben többek között sportlétesítmények is találhatóak.
Északról a Mindszenti katolikus temető, a műjégpálya és a Sportcsarnok és ezek előtti köztér, keletről a Szilágyi Dezső út (a 3-as főút egy szakasza), délről a Budai József utca és a Szigligeti Ede tér, nyugatról a Görgey Artúr utca határolja.

## Története
Egy közkert létesítésének ötlete már a 19. század közepétől foglalkoztatta a város vezetőit. A végső lökést a terv megvalósításához az avasi domboldal Tűzkövesnek nevezett részén létesített Kálvária-domb adta. A terület ugyanis hamar kedvelt kirándulóhellyé vált, és felvetődött a terület meghosszabbítása keleti irányban, egy kiterjedt közpark létrehozása a Csabai kapu túloldalán. Lévay József javasolta, Losonczi Farkas Károly és Soltész Nagy Kálmán támogatta az ötletet. A terület ekkor még Miskolc külső részének számított, és érdekes körülmény, hogy a déli irányból, a csabai országúton érkezők először Miskolcnak e külső részét érték el, majd Mindszent községen át értek be ismét Miskolc városába (Mindszent 1880-ban lett Miskolc része). 

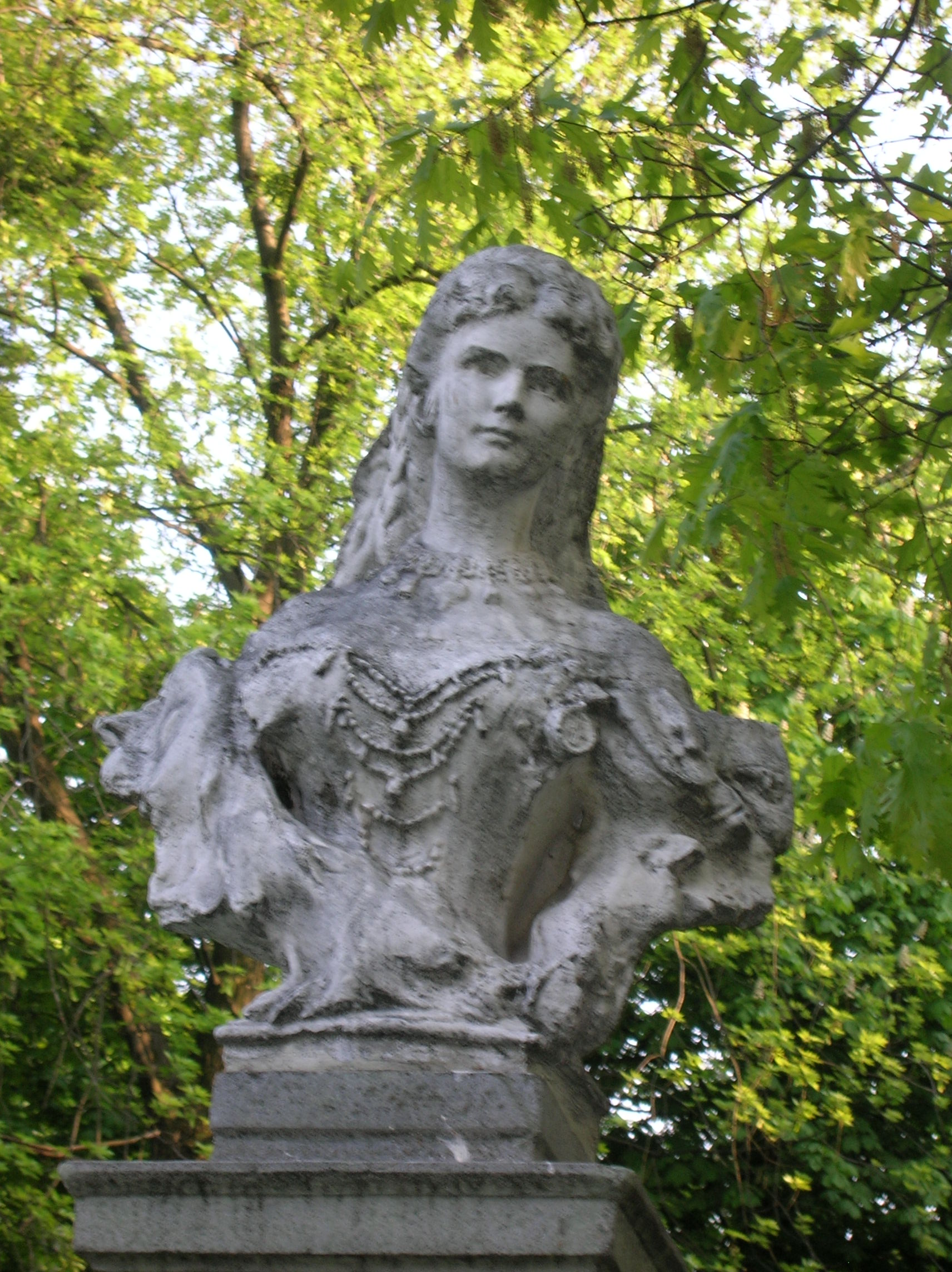
Erzsébet királyné szobra

Adler Károly 1884-ben készült térképén már szerepel a Kálvária-dombtól keletre, a mindszenti evangélikus temető „alatt” a Lövölde-kert és a tőle elkülönült Népkert. A Lövölde-kertet az 1872. június 22-én alakult Miskolci Polgári Honvédlövész Egylet, a polgárok és a katonák közös egyesülése hozta létre. Az egylet elnöke Lévay József volt, aki 1872. július 12-én terjesztette elő a lövölde létrehozását, de szükségesnek tartotta mellette egy közpark létrehozását is. A tagosítás és a parkrészek kialakítása hamarosan meg is történt. A Lövölde-kert részben egymásra merőleges utakkal felosztott kert volt, másik, déli része pedig lágy, ívelt vezetésű utakkal volt kialakítva. A lövöldét (park és építmény) mindkét oldalról fasor szegélyezte, és így a Népkerttől is fasorral volt elválasztva. A Népkert szimmetrikus kialakítású, romantikus elhelyezésű utakkal és növényzettel ellátott szigetekkel rendelkezett. A létrehozásról és a kertészeti terv kialakításáról 1877-ben döntött Miskolc közgyűlése, és a döntés értelmében „a népkert oly intézmény, a mely a város költségén létesítve és fenntartva a közjárónak szolgál”. 1889-ben a parkban zenepavilont építettek (nagyjából a mai könyvtár helyén állt). A kert végső kialakításának, kinézetének harcosa Musitzky Lucián katonatiszt volt, akit ezért (és az Avas-rendezésben vállalt szerepéért is) a város díszpolgárává választott. 1899-ben itt állítottak először Magyarországon szobrot Erzsébet királynénak; a mellszobrot Strobl Alajos készítette bronzból, helyén ma egy másolat található.
1889-re a lövölde területe beleolvadt az Erzsébet-kertbe (ez volt a park hivatalos neve, és 1889. augusztus 18-án avatták fel), az egylet is megszűnt. A Lövölde-kert helyét különböző sportegyletek vették át. Télen korcsolyapályát, nyáron teniszpályákat alakítottak ki a helyén a Miskolci Sport Egyesület (később Miskolci Korcsolyázó és Teniszező Egyesület) tagjai számára. A Népkerthez kötődött a Miskolci Atléta Kör is, amely 1889–1939 között működött.
A századfordulón megépült az Erzsébet kórház. A Népkert és a kórház közötti területet felparcellázták, a Csabai kapuban szép polgári villák épültek, a keletre fekvő részeken pedig családi házas övezet alakult ki. 1910-ben a Népkertet a beépített területtől a Losonczi Farkas Károly polgármesterről elnevezett utca választotta el (ezt később Budai József utcára nevezték át). 1903-ra felépült a Vigadó, mellette voltak a sportpályák. 1910–20 között tíz teniszpálya működött itt, amiket télen jégpályává alakítottak. A sporttevékenység fokozatosan előtérbe került, és Hajós Alfréd 1925-ben el is készítette a népkert keleti végébe elképzelt futó- és labdarúgó stadion terveit. A területet 1938 nyarán felújították: új útvonalakat, sétányokat alakítottak ki, megújították a virágoskerteket és a gyepfelületeket, korszerű világítótesteket helyeztek el. 1948-ban a Vigadó melletti sportpályák helyén 2500 ülőhelyes szabadtéri színpadot alakítottak ki, ahol színházi, opera- és balettelőadásokat tartottak nyaranta, de voltak hangversenyek és filmelőadások is.
Miután Miskolc a második világháború után gyors növekedésnek indult, a Népkert gyakorlatilag a belváros része lett. Az 1950-es években ez a térség lett a május elsejei felvonulások végpontja, a munkás majálisok helyszíne. A Népkert történetének új fejezete az 1970-es években kezdődött: 1970-ben nyitották meg az egykori Lövölde-kert helyén a Sportcsarnokot, keleti végén két nyitott műjégpályával, 1972-ben mellette a Megyei Könyvtárat. 2005-ben, az 1948-ban létrehozott szabadtéri színpad helyén, a Vigadó mellett felépült a jégcsarnok és egy nyitott (később tetővel fedett) jégpálya. Magát a parkot többször korszerűsítették, megújították a sétautakat és a növényzetet, a közepén szökőkutat helyeztek el, délkeleti részén játszóteret alakítottak ki.

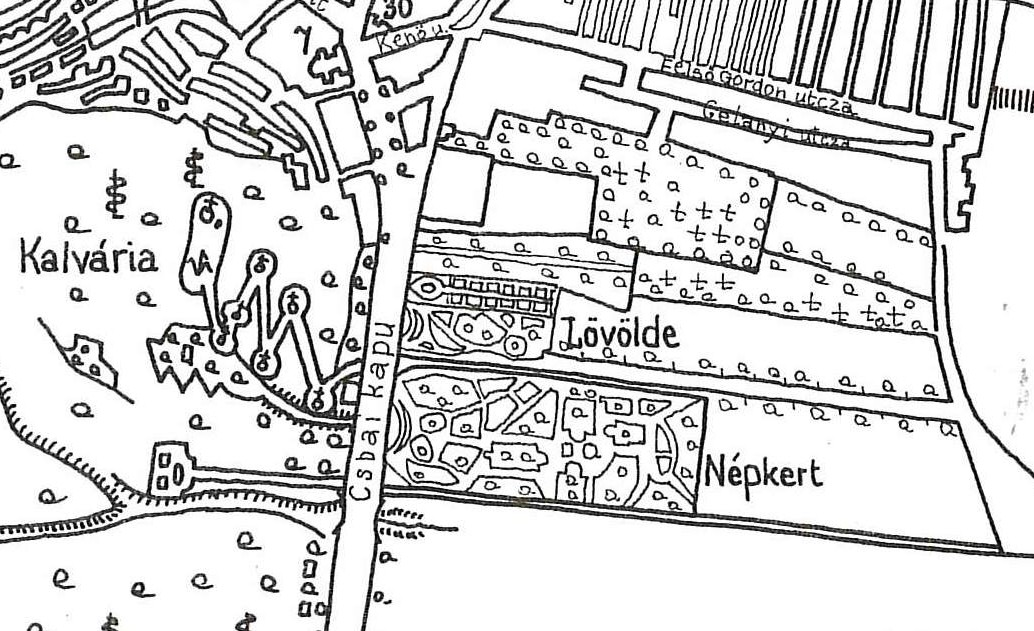
A Népkert és környéke Adler Károly 1884-es térképén
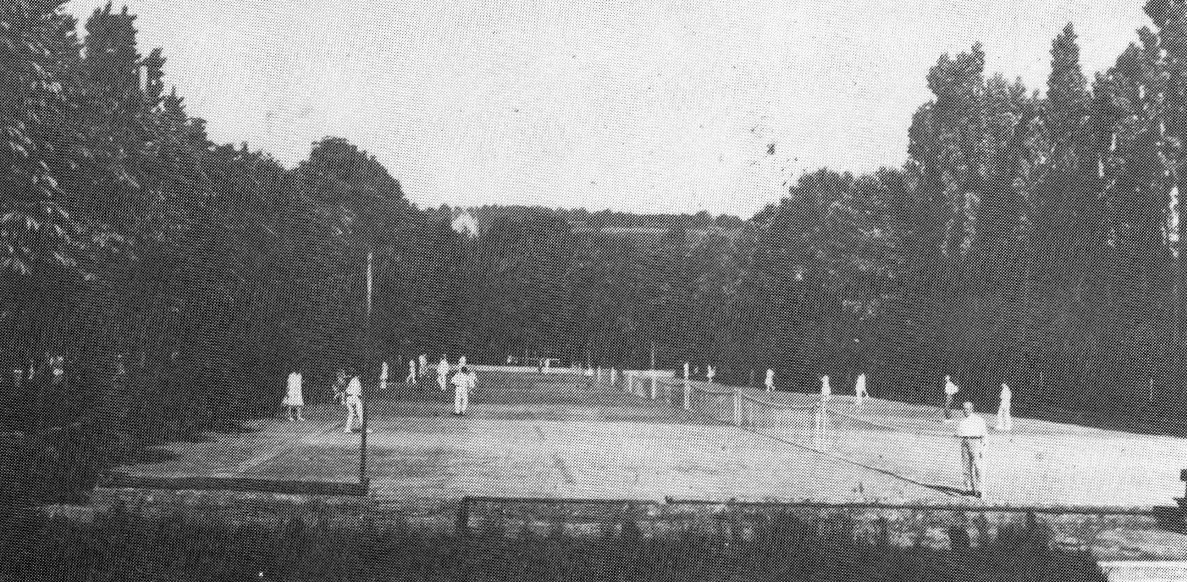
Teniszpályák 1910-ben (a háttérben a Kálváriakápolna)
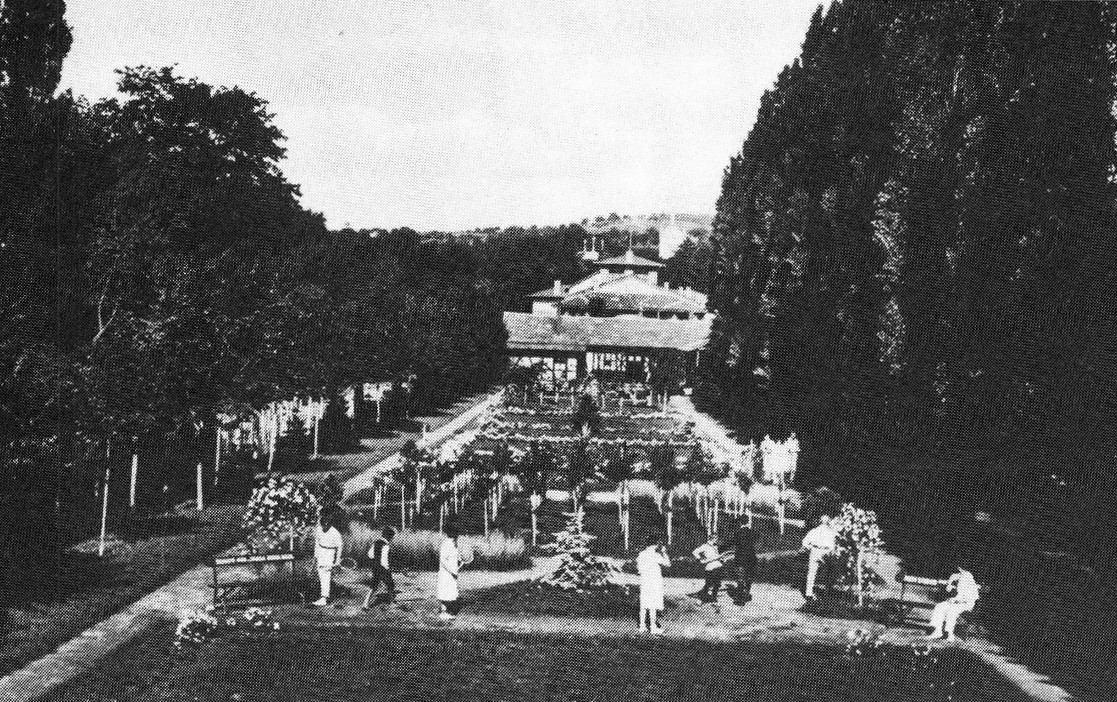
Rózsakert a Népkertben, 1912-ben (a háttérben a Vigadó, hátul a Kálváriakápolna)

## Látnivalók és sportlétesítmények
Sissi szobrán kívül a park sokáig nem rendelkezett egyéb szoborral. 1969-ben a park nyugati részén felállították Kerényi Jenő Géniusz című szobrát, munkásmozgalmi emlékműként. 2011-ben a szobrot áthelyezték a Sportcsarnok elé, helyén országzászlót állítottak. 1981-ben az úttörőszövetség megalakulásának 35. évfordulóján 10 méteres fa emlékoszlopot állítottak a szökőkúttól délre. 1988-ban a népkerti szoborpark kialakítása jegyében bronz mellszobrokat helyeztek el a Görgey utcára nyíló egyik sétány mentén (Hunfalvy Pál, Tompa Mihály, Jókai Mór, Palóczy László), és a tervek szerint öt évente négy újabbal bővült volna a sor. A fémgyűjtők vandalizmusa miatt a kísérlet meghiúsult, a megmaradt szobrokat más, védettebb helyekre telepítették.
- Erzsébet királyné („Sissi”) szobra
- Vigadó étterem (tervezte Hajós Alfréd; 1996-ban restaurálták; címe: Görgey u. 19.)
- Sportcsarnok (1970)
- Miskolci Jégcsarnok (2006)
- Műjégpálya (csak télen)
- Rekortán futókör (2022)
- Játszótér

## A Népkert növényállománya
A Népkert növényállományában ma is jó állapotban megvannak a 19. század végén 20. század elején telepített fák, kocsányos és kocsánytalan tölgyek, vadgesztenyék, és bükkfák. Máig megmaradt a park fősétánya, amelyet gesztenyefa-sorok szegélyeznek. A gesztenyefák sora ott is folytatódik, ahol már visszabontották az utakat, így láthatók a régi Népkert fősétányának vonalvezetései (ez leginkább a nyugati oldalon vehető észre). Gesztenyefasorok találhatók a kert egyes észak–déli útjain is. A sétautak által határolt füves területeken belül vegyesen találunk tölgyeket, tűlevelűeket, vadgesztenyét és az alábbiakban részletezett egyéb fafajokat is. Ezekben az eredetileg ligetes területekben mára a koronák zártak. Az egykori középső kerek térség, a Körönd környékén fenyők vannak, többnyire közönséges és szerb lucok. A park tűlevelűi közül kiemelkedőek a fekete fenyők, melyek magassága a vadgesztenyékét is meghaladja.
Az állomány jellemző fajai, növényei:
- Vadgesztenye (Aesculus hippocastanum)
- Bükk (Fagus sylvatica)
- Vérbükk (Fagus sylvatica ’Atropurpurea’)
- Kocsányos tölgy (Quercus robour)
- Kocsánytalan tölgy (Quercus petraea)
- Kislevelű hárs (Tilia cordata)
- Korai juhar (Acer platanoides)
- Hegyi juhar (Acer pseudoplatanus)
- Vörös tölgy (Quercus rubra)
- Ezüst juhar (Acer saccharinum)
- Déli ostorfa (Celtis australis)
- Fekete fenyő (Pinus nigra)
- Közönséges lucfenyő (Picea abies)
- Szerb luc (Picea omorika)
- Közönséges pagodafa (Sophora japonica)
- Csörgőfa (Koelreuteria paniculata)

## Közlekedés
Miskolc egykori villamoshálózatának egyik végállomása a Népkertnél volt, majd később meghosszabbították egészen Hejőcsabáig. Az egy időben a 2-es villamos nevet viselő szárnyvonalat 1960-ban szüntették meg.
Az MVK Zrt. következő buszainak megállója:12, 14, 20, 20A, 28, 34, 35, 36, 43, 44.

## Képek

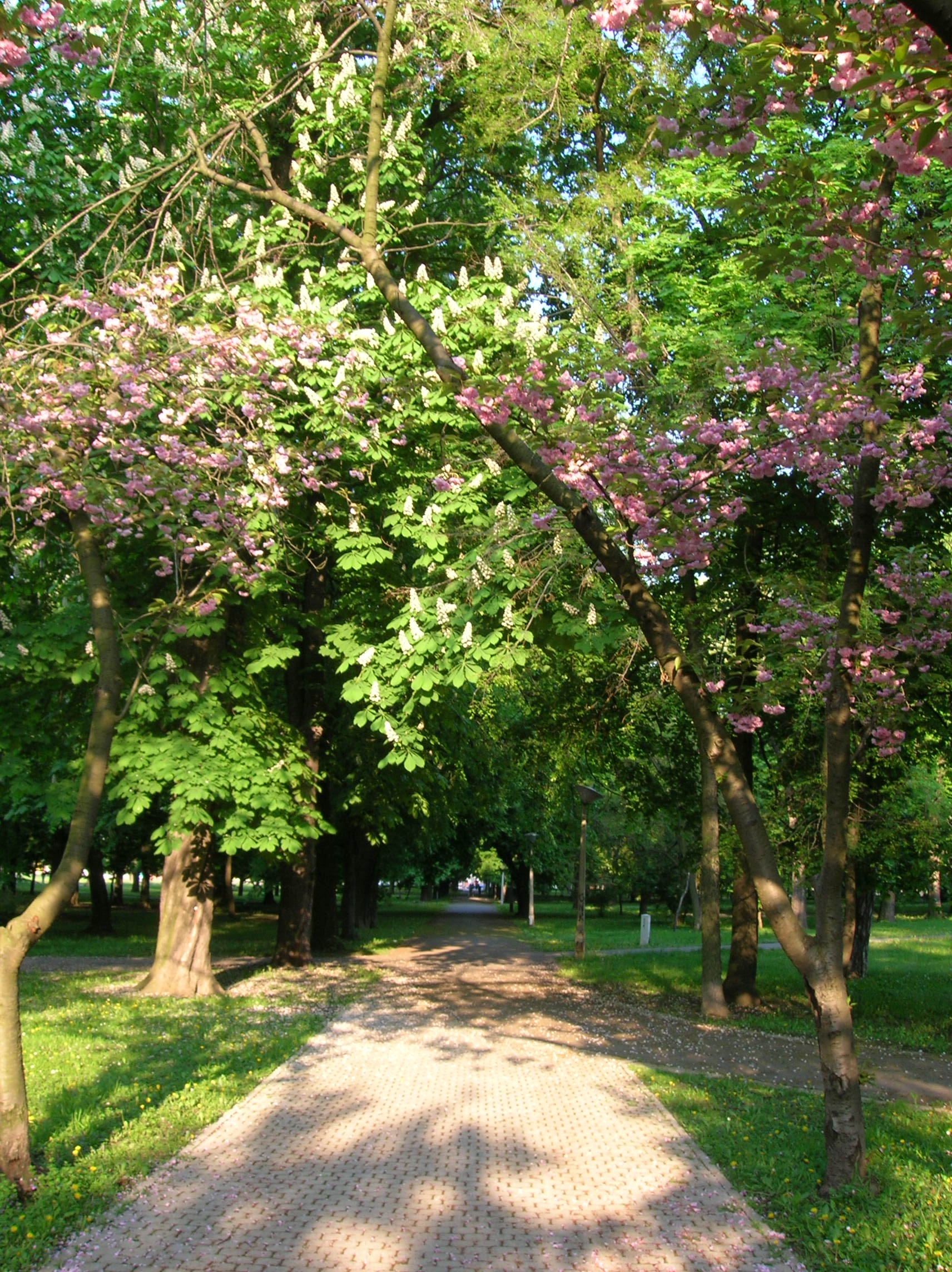
Népkerti sétány
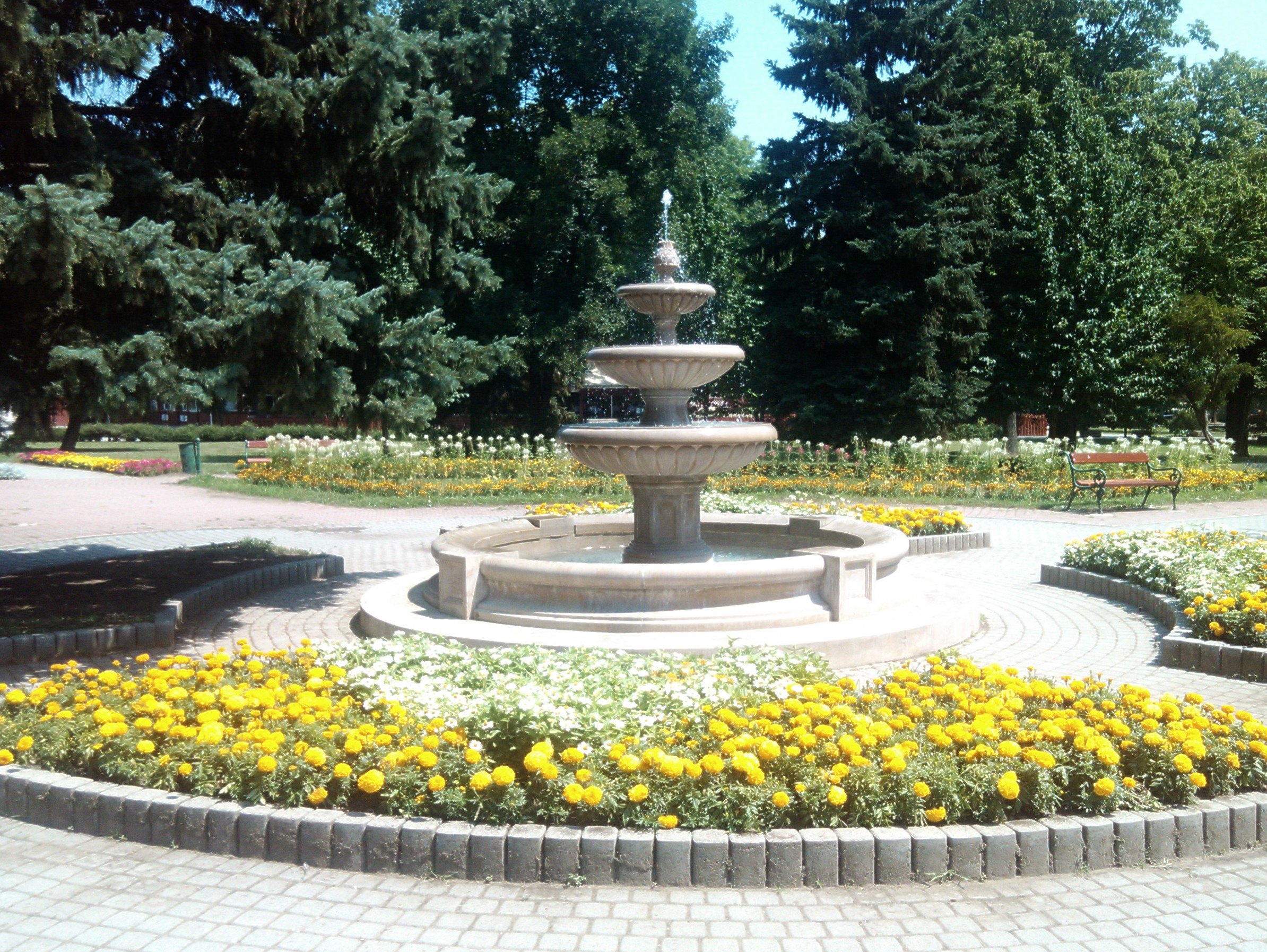
Szökőkút
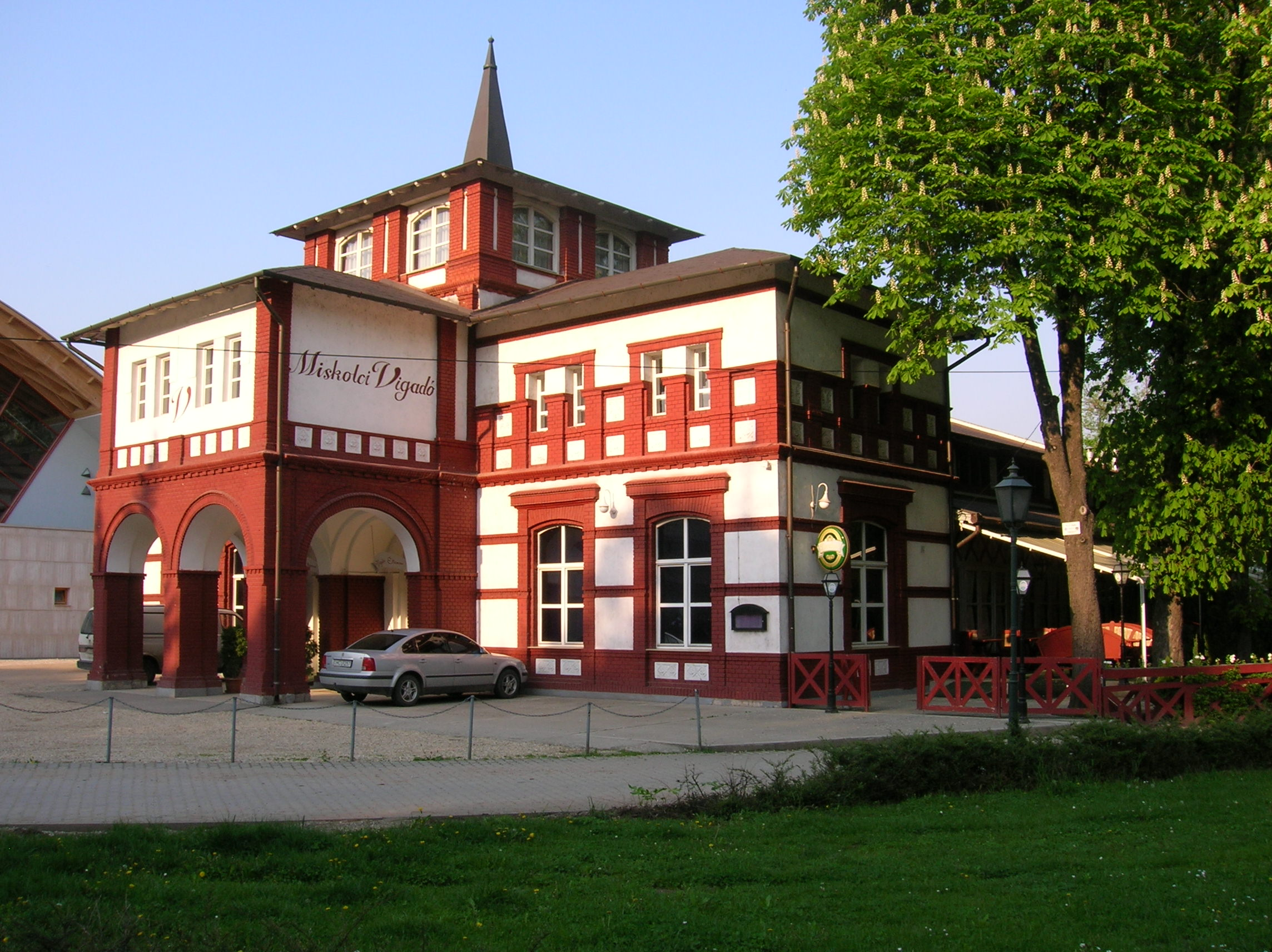
A Vigadó épülete
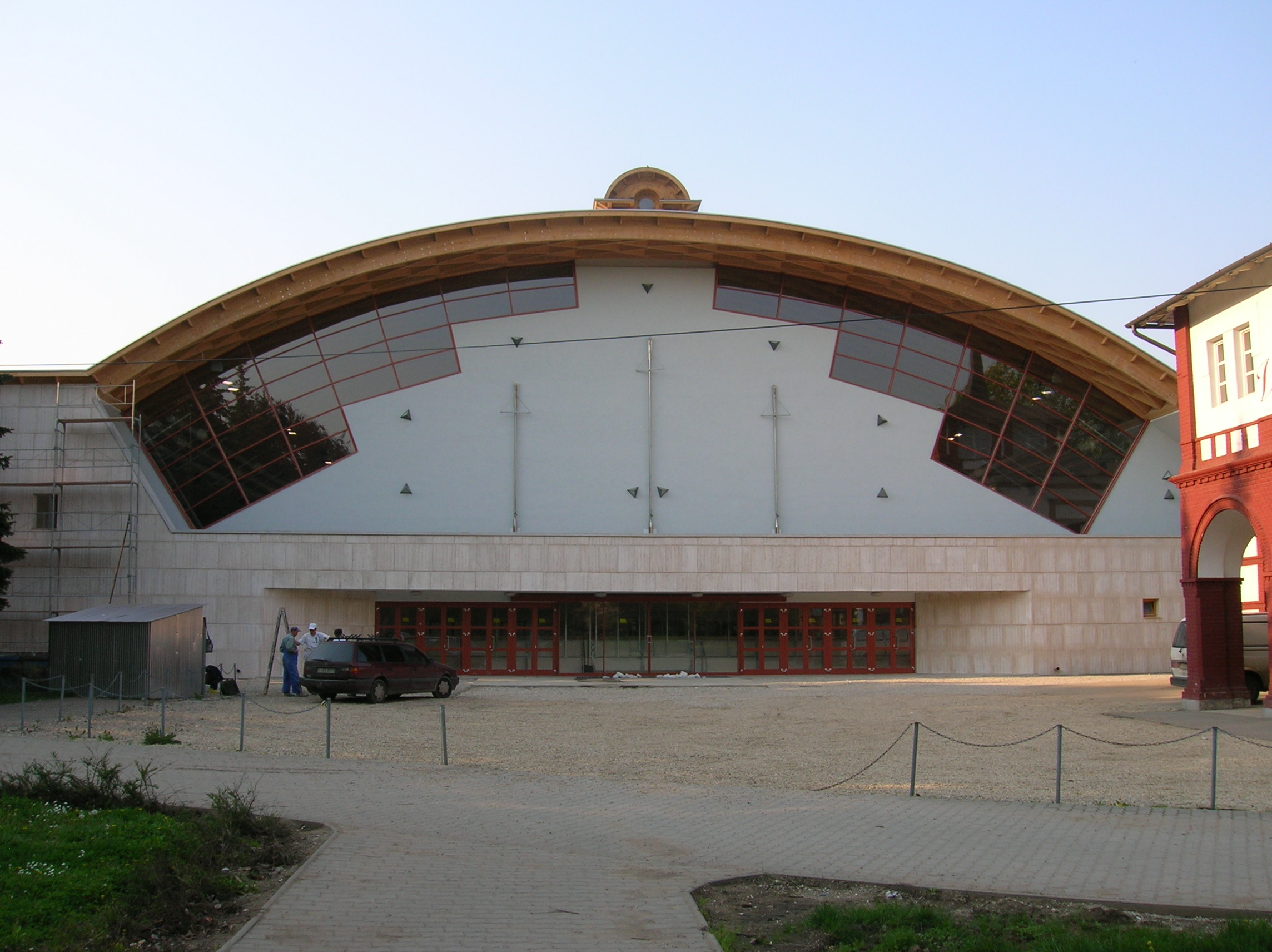
A Jégcsarnok
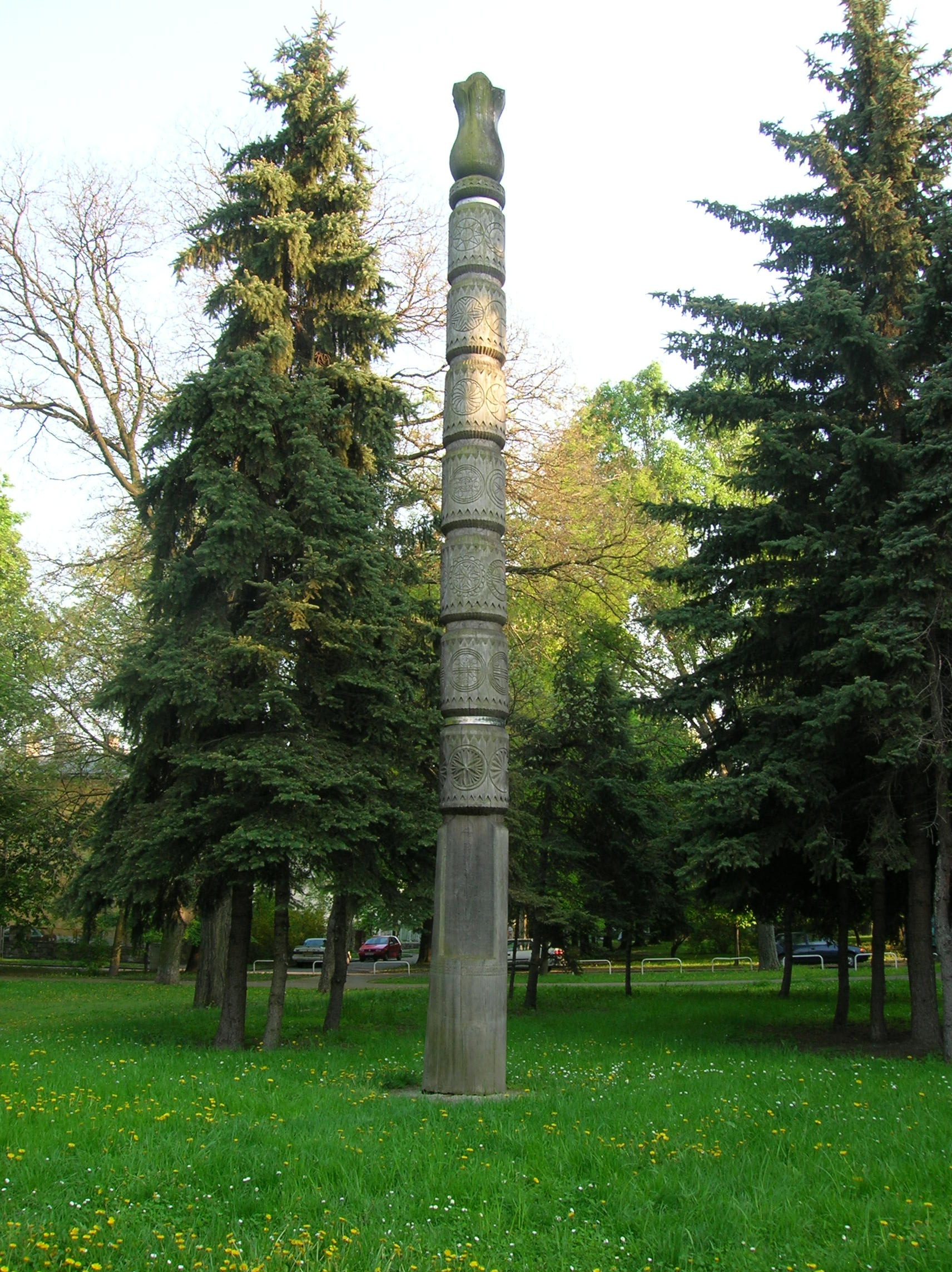
Az úttörő-oszlop
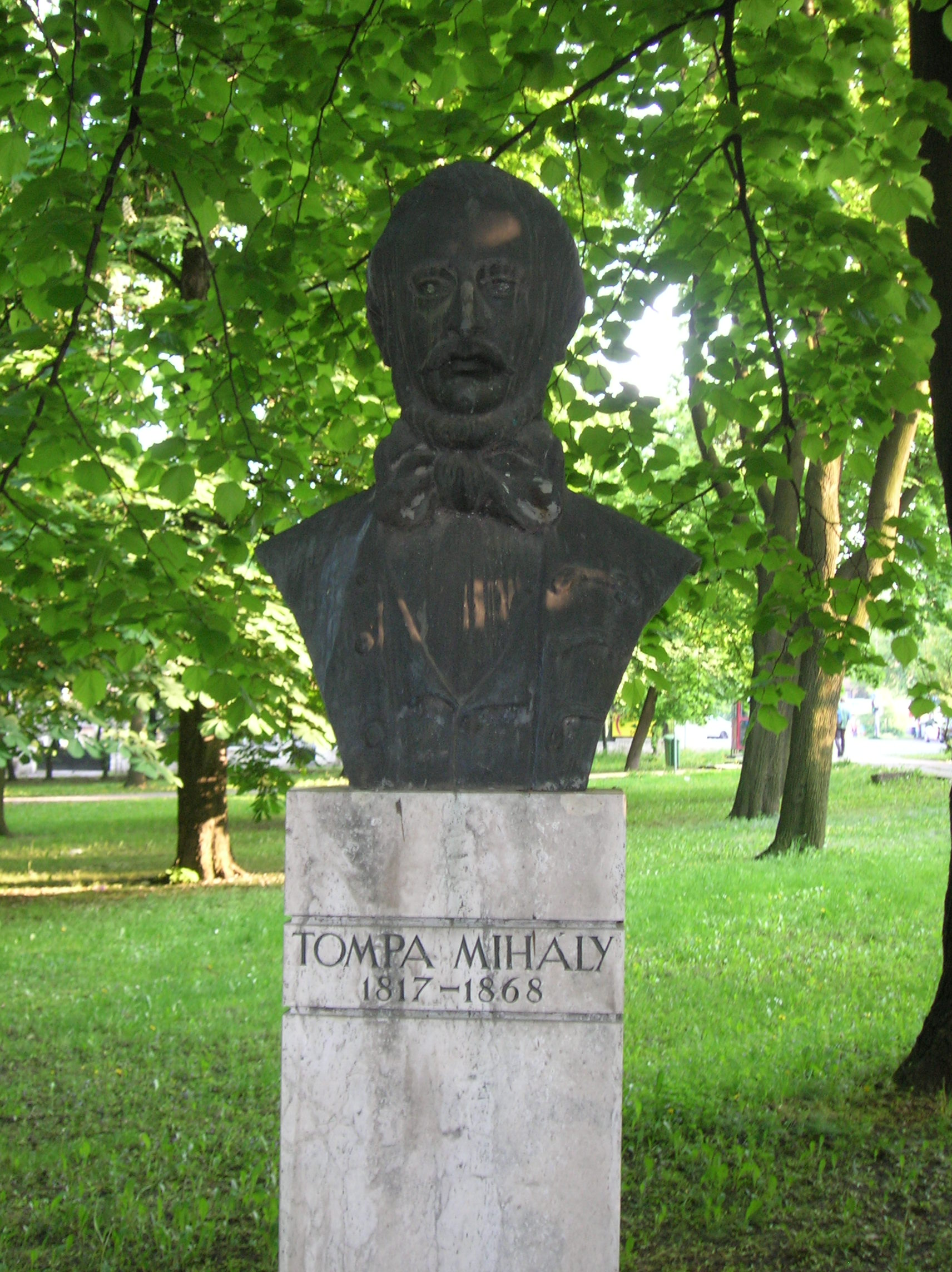
Tompa Mihály szobra az egykori szoborparkban
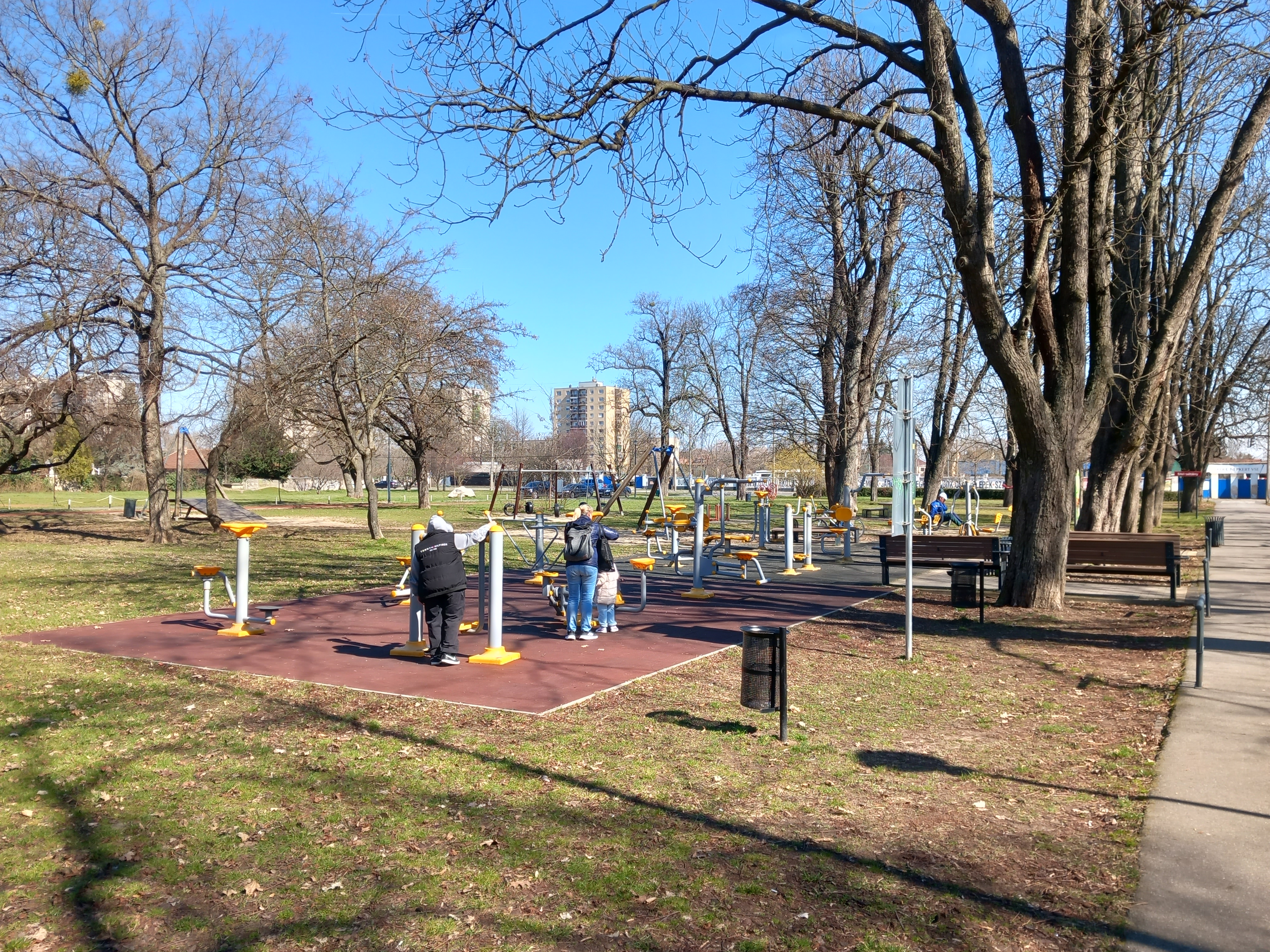
Népkert játszótér
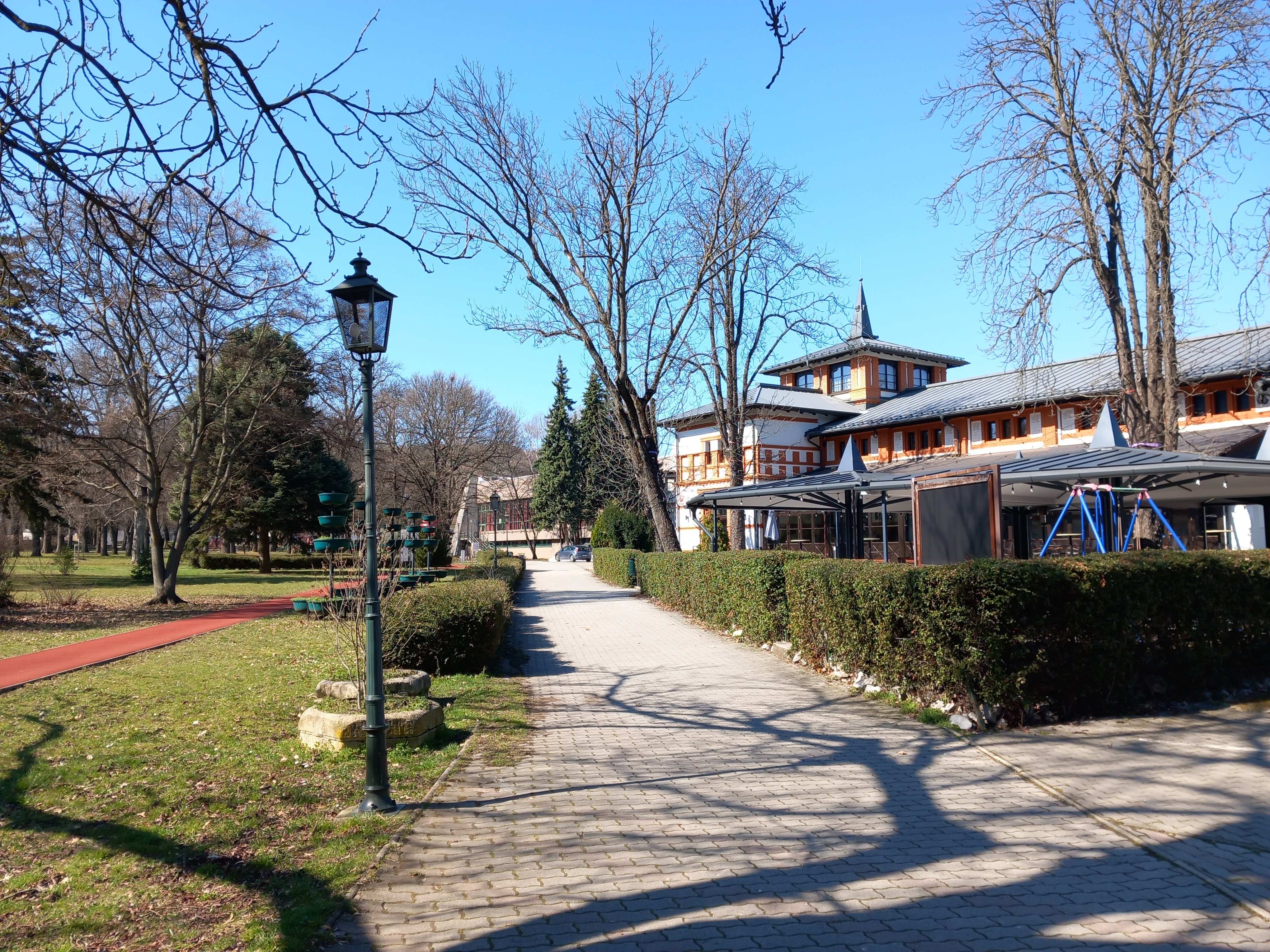
Népkert Vígadó épülete
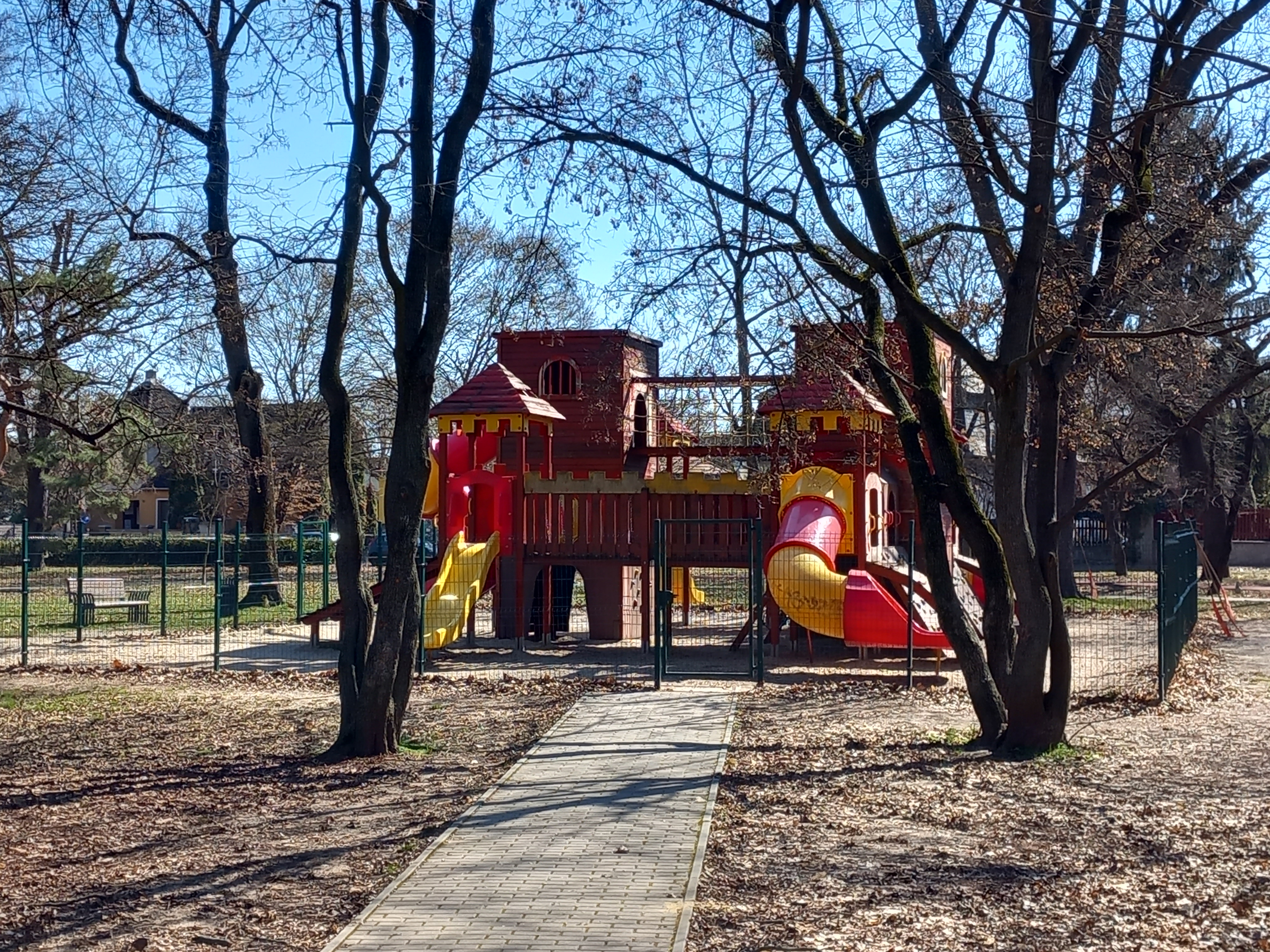
Népkert játszótér vár
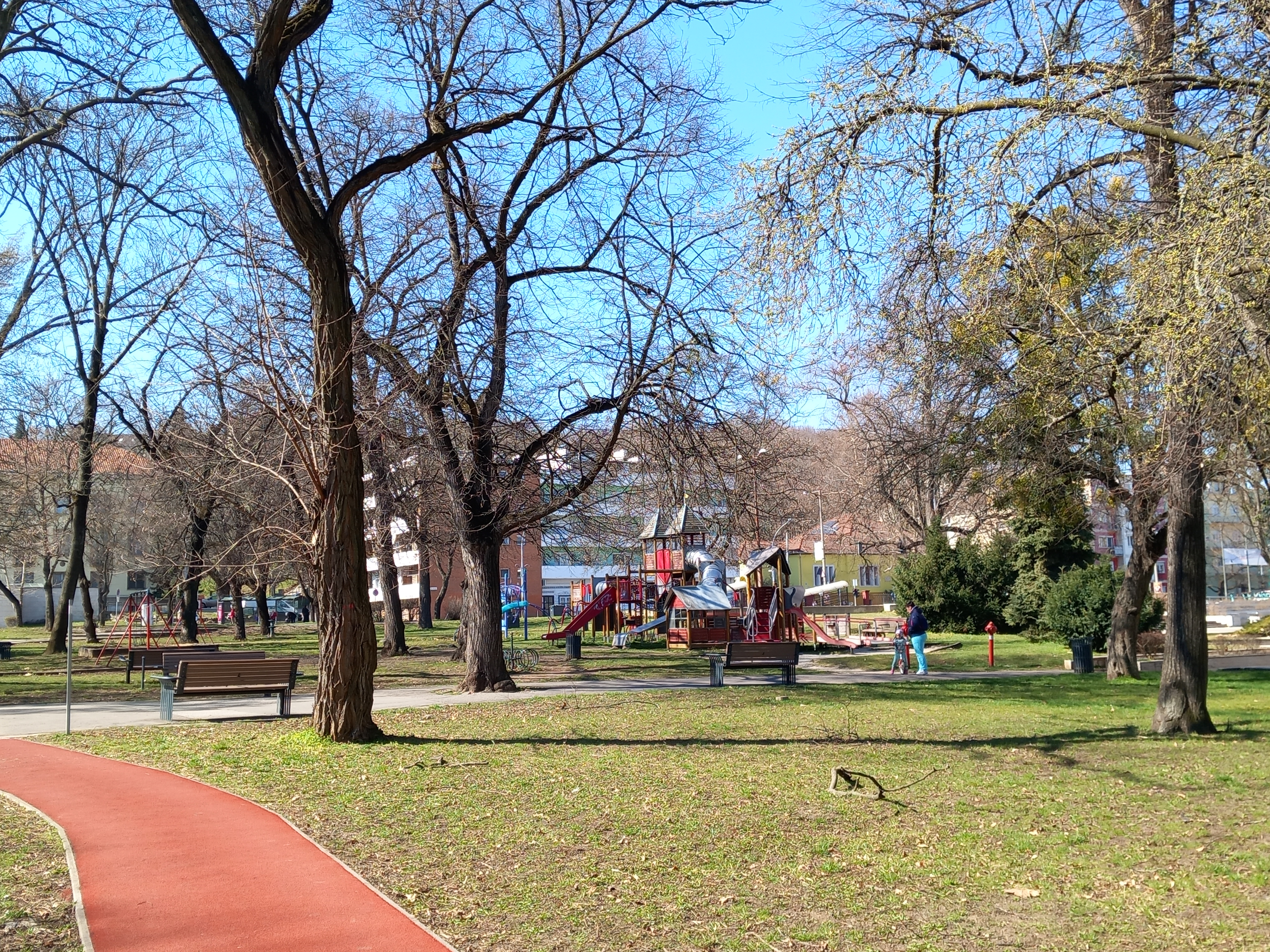
Népkert játszótér (a múzeummal szemben)